# The Jokers Wild
The Jokers Wild — британская рок-группа сформированная в 1962 году в Кембридже. В состав группы, помимо прочих, входили гитарист Дэвид Гилмор и саксофонист Дик Пэрри. Впоследствии Гилмор присоединился к группе Pink Floyd, а Пэрри стал их сессионным музыкантом, сыграв на трех студийных и одном концертном альбоме. Также, в 2006 году, Пэрри гастролировал вместе с Гилмором во время сольного турне гитариста.

## История создания
«Большим достижением Гилмора уже тогда было его чувство ритма. 99 процентов сыгранного им оказывалось верным, за это я и полюбил его игру. Будь то короткий гитарный рифф или расслабленный медленный номер, или что угодно ещё — всё было чертовски к месту. Включалась какая-то необычная интуиция».
Группа была сформирована в 1962 году в Кембридже и первоначально называлась «The Ramblers». В её состав входили: Джон Олтем (вокал, гитара, саксофон), Дэвид Гилмор (гитара) Джон Гордон (гитара), Ричард Бейкер (бас-гитара) и Клайв Велэм (ударные). После череды смены музыкантов к группе присоединился саксофонист Дик Пэрри, его брат Гилмора, Питер, иногда заменял Ричарда Бейкера на басу, пока постоянным бас-гитаристом не стал Тони Санти. Первоначально фирменным знаком группы было пятиголосое исполнение вокала — на раннем этапе это был в основном материал ансамблей The Beach Boys и The Four Seasons. Благодаря постоянным выступлениям в клубе Victoria Ballroom, группе удалось довольно прочно закрепиться в Кембридже. Также они выступали «на разогреве» The Animals и Zoot Money.
По прошествии времени коллектив сократился до трио: Гилмор, басист Рик Уиллс и барабанщик Вилли Уилсон, выбрав себе новое название — «The Jokers Wild». Отправившись на гастроли во Францию они снова сменили название на «The Flowers», однако когда они вернулись в Англию все их инструменты были украдены, в итоге музыкантам пришлось одалживать новое оборудование и искать репетиционную точку. Положение спасло то, что, Гилмору предложили спеть две песни для саундтрека к французскому фильму «Две недели в сентябре» с Брижит Бардо, Жаном Рошфором, Лораном Терзиевым и Мюрреем Хэдом в главных ролях. Песни назывались «Do You Want To Marry Me?» и «I Must Tell You Why», его коллеги приняли участие в записи в качестве аккомпанирующий группы под названием «Bullitt». Некоторое время спустя Гилмор получил предложение заменить Сида Барретта в Pink Floyd, после его ухода группа прекратила существование. Одной из причин по которой The Jokers Wild так и не смогли добиться существенного успеха, даже на британской сцене, считается ставка музыкантов на кавер-версии других исполнителей в своём песенном репертуаре: «Beautiful Delilah» Чака Берри, «Why Do Fools Fall in Love» Фрэнки Лаймона, «Don't You Ask Me» Пола Джонса, а также материал The Kinks и The Beach Boys. Однако, позднее Гилмор признавался, что, по его мнению, в тех же условиях он всё-таки мог добиться того же успеха с The Jokers Wild, как и с Pink Floyd, при этом подчеркивая, что «это была бы совершенно иная группа».

## Студийные сессии
Два единственных релиза группы были изданы музыкантами на собственные средства — односторонний студийный альбом (с каталожным номером RSLP 007) и сингл (RSR 0031), отпечатанные в количестве около ста экземпляров и распроданные друзьям в родном городе. Они были записаны в студии Regent Sound studio на Денмарк-стрит, в Лондоне. Магнитофонная запись оригинальной пластинки группы хранится в звуковом архиве Национальной британской библиотеки.
Вместе с продюсером Джонатаном Кингом музыканты записали песню, которая подразумевалась в качестве британской кавер-версии композиции «Hold On, I’m Comin’» дуэта Сэм и Дейв (также была записана композиция Отиса Реддинга «That’s How Strong My Love Is»), однако по каким-то причинам оригинал просочился в Великобритании раньше и попал на пиратские радиостанции, поэтому от издания варианта Jokers Wild было решено отказаться.

## Участники группы
- Ричард Бейкер: бас-гитара: был заменён на Тони Санти — бас-гитара, перкуссия, вокал (ушёл в 1966 году; родился в 1943 году) (1966), вместо него пришёл Рик Уиллс — бас-гитара (1966—1968)
- Дэвид Гилмор: вокал, гитара, губная гармоника (1962—1968)
- Джон Олтем: гитара, вокал, клавишные (1962—1968)
- Джон Гордон: гитара, вокал (1965—1968)
- Дик Пэрри — саксофон, труба (1962—1968)
- Клайв Велэм — ударные, вокал (до середины 1965 года; родился в 1944 году, умер 9 мая 2012 года[4]) (1965), был заменён на Вилли Уилсон[англ.] — ударные (с середины 1965 и до 1968 года)

Впоследствии Рик Уиллс сотрудничал с Питером Фрэмптоном, а также играл в группах Foreigner и Bad Company. В 1978 году вместе с Вилли Уилсоном он принял участие в записи одноименного дебютного сольного альбома Дэвида Гилмора. В свою очередь Дик Пэрри играл на четырех пластинках Pink Floyd, The Dark Side Of The Moon, Wish You Were Here, The Division Bell и двойном концертном альбоме P.U.L.S.E., а также сделал успешную карьеру сессионного музыканта.
После распада The Jokers Wild Уилсон принял участие в записи двух сольных альбомов Сида Барретта — The Madcap Laughs и Barrett (в качестве басиста и ударника), более поздние сессии которых были спродюсированы Гилмором. Он также выступил одним из барабанщиков барабанщиком на концертных выступлениях и саундтреке Is There Anybody Out There? The Wall Live 1980–81, который был выпущен в 2000 году. С 1973 по 1978 год он был членом группы Quiver.

## Список композиций альбома
Пять песен выпущенных на одностороннем альбоме, вокал исполняют Дэвид Гилмор и Дэйв Элтем:
1. «Why Do Fools Fall in Love»
2. «Walk Like a Man»[англ.]
3. «Don’t Ask Me (What I Say)»
4. «Big Girls Don’t Cry»[англ.]
5. «Beautiful Delilah»

Композиция «Don’t Ask Me (What I Say)» выпускалась в качестве сингла, с би-сайдом «Why Do Fools Fall in Love».